# جیکوب پیتس
جیکوب پیتس (انگلیسی: Jacob Pitts؛ زادهٔ ۲۰ نوامبر ۱۹۷۹) یک بازیگر سینما، و هنرپیشه اهل ایالات متحده آمریکا است.
از فیلم‌ها یا برنامه‌های تلویزیونی که وی در آن نقش داشته‌است می‌توان به ۲۱، سفر به اروپا و اقیانوس آرام اشاره کرد.